# Pompon
Pompon (z franc.: bambulka) je pozament ve tvaru kulatého chomáče zhotoveného z nití nebo z proužků plastové fólie nebo papíru.

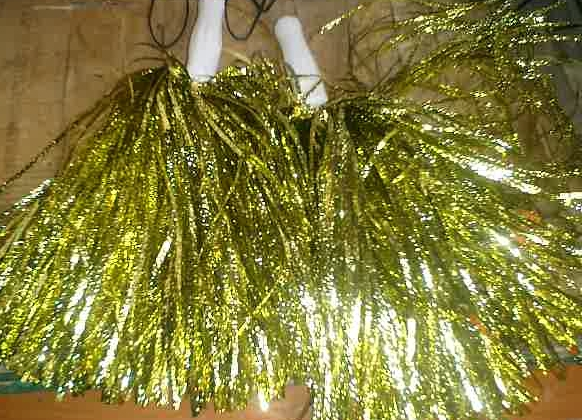
Pompony jako mávátka pro cheerleading

Pompony se dají vyrobit ručně  nebo s pomocí různých nástrojů.

## Použití pomponů
Nejčastěji se uvádějí pomůcky pro cheerleading, součásti baretů a doplňky sportovních i jiných uniforem.

## Pomponová příze

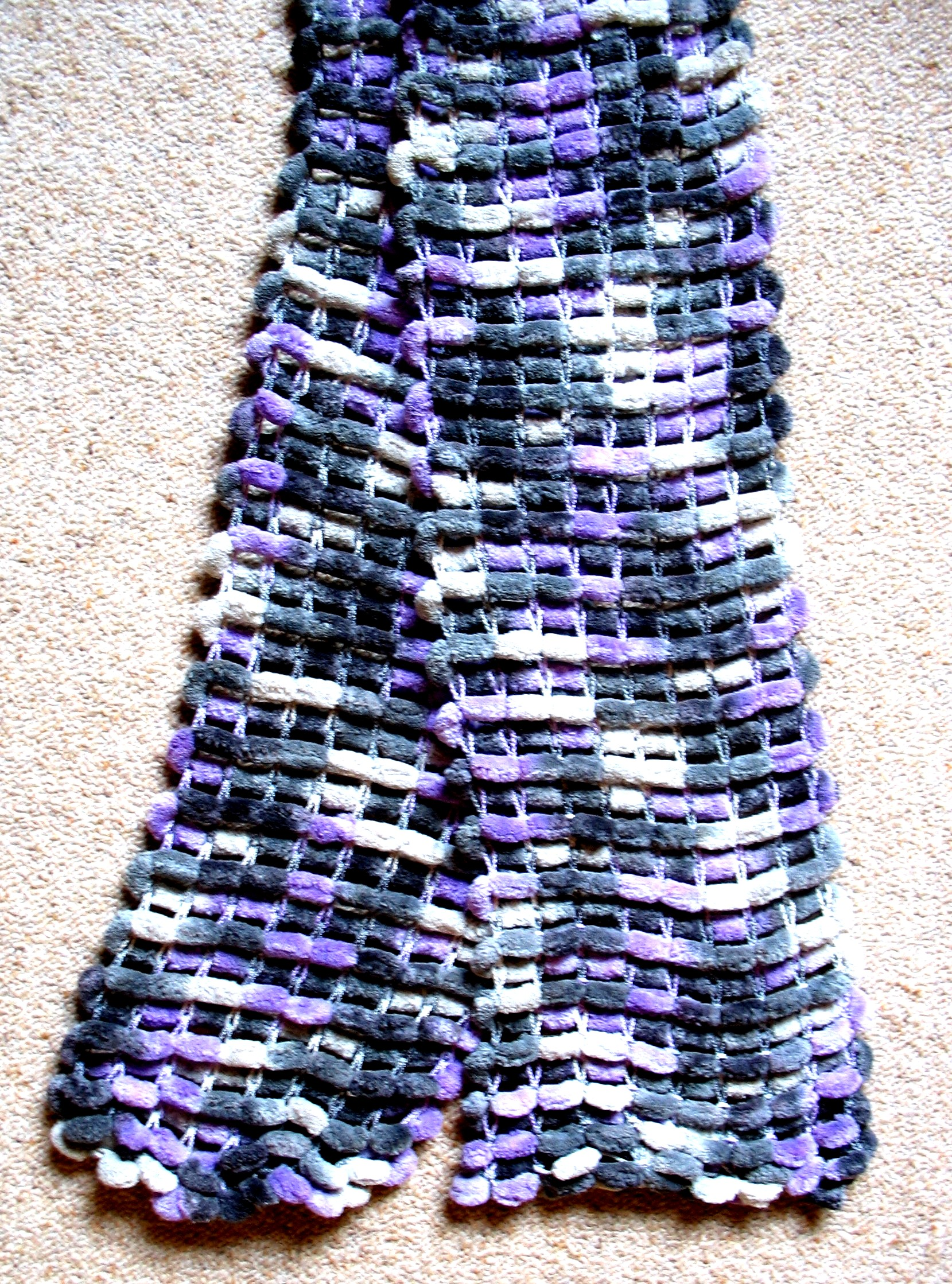
Šál pletený z pomponové příze

Pomponové efektní příze jsou známé jako produkty ze syntetických vláken, údaje o způsobu výroby nebyly dosud (2020) publikovány.
Použití: ruční pletení (dolní snímek) a háčkování